# Sociedad Boliviana del Charango
La Sociedad Boliviana del Charango es una institución que reúne a intérpretes, compositores, académicos y artesanos del charango en Bolivia. Su propósito es el resguardo del patrimonio cultural boliviano y la difusión e investigación de este instrumento.

## Historia
La SBC fue fundada el 6 de abril de 1973 por Ernesto Abdón Cameo, William Ernesto Centellas y Ernesto Cavour, quienes se convirtieron en tres referentes de la historia del charango en Bolivia.
El 21 de julio de 2006 la SBC impulsó la promulgación de la Ley 3451 que declara al charango como patrimonio cultural de Bolivia, a Aiquile como la capital del charango y a Potosí como la cuna del charango.
En 2009 en Potosí se llevó a cabo una presentación a cargo de la Orquesta de los 1000 Charangos, la cual fue inscrita en los Récord Guiness como la orquesta más grande del mundo. En 2010, en Cochabamba se alcanzaron 1500 charangos sonando al unísono y en octubre de 2004 se planea llevar adelante la misma idea pero con 2000 charangos, también en Cochabamba.
La SBC también organiza periódicamente encuentros internacionales y congresos nacionales del charango.Además, cuenta con varias filiales en distintas ciudades de Bolivia y del extranjero.

## Socios
La SBC reconoce dos tipos de socios: instrumentistas ejecutantes y constructores del instrumento, los cuales pueden ser admitidos y ascendidos como sigue:

### Socios ejecutantes
- Grado de Charanguista
- Grado de Concertista
- Grado de Maestro
- Grado de Maestro Decano

### Socios constructores
- Grado Maestro “C”
- Grado Maestro “B”
- Grado Maestro “A”
- Grado Maestro Decano